# The Count
The Count ist eine Band aus Andernach, die 1999 von Sänger Oliver, Gitarrist Martin, Bassist Manuel und Keyboarder Jens gegründet wurde. The Count verbinden in ihrer Musik Elemente des Synthiepop und Synth Rock.

## Bandgeschichte
Im Jahr 2000 nahm die Band ihre erste Demo-CD „Leave humanity in dust“ mit den beiden Liedern „Worst Case“ und „der Übermensch“ auf. 2001 folgte die wesentlich ausgereiftere CD „Music for the slaved new world“, die sechs Lieder enthält. Im Gegensatz zu den frühen Werken klingt diese CD elektronischer und durchdachter und ist ein bedeutender Schritt in der Weiterentwicklung der Band. Mit der CD erreichte The Count erstmals überregionale Aufmerksamkeit in verschiedenen Szenemagazinen und entwickelte sich zu einem Geheimtipp innerhalb der Schwarzen Szene.
In der folgenden Zeit spielten The Count auf zahlreichen Festivals (13. Wave-Gotik-Treffen (2004), Schattentanz Festival (2004), Franken-Schwarz Festival (2003), Herbstnächte Festival (2002), Feuertanzfestival (2002), Herbstnächte Festival (2001)) und Clubkonzerte u. a. in Berlin, Hamburg und Düsseldorf.
Im Dezember 2004 unterschrieben The Count einen Plattenvertrag beim Label Dark Wings und veröffentlichten im Februar 2005 ihr erstes Album „Zero“.
Außerdem steuerte The Count mit „Lost“, „Sinus“ und „IQ“ Lieder zu verschiedenen Compilations bei, die ihren Weg in die Playlisten angesagter Szeneclubs fanden. Spätestens mit der Veröffentlichung ihrer CD „Zero“ konnte sich die Band als Newcomer in der Schwarzen Szene etablieren.

## Diskografie

### CDs
- 2000: Leave humanity in dust (Eigenproduktion)
- 2001: Music for the slaved new world (Eigenproduktion)
- 2005: Zero (Dark Wings / SPV)

### Samplerbeiträge
- 2002: Zilloscope - New signs und sounds (Zillo Ausgabe 03/2002) mit Sinus
- 2004: Forgotten Dreams - Machines and Electric Beats (Emmo.Biz) mit Lost
- 2005: Zilloscope - New signs und sounds (Zillo Ausgabe 02/2005) mit Lost
- 2005: Sommaire d'Orpheus Numéro 7 (Orpheus Magazin (Frankreich)) mit Lost
- 2005: Egoschwein Sampler (Egoschwein Veranstaltungen) mit Silence
- 2005: Gothic Compilation 28 (Batbeliever) mit IQ
- 2006: Aderlass Vol. 4 (Totentanz) mit Lost
- 2006: Black Church Vol. III (X5-452/SX Distribution) mit Prélude + IQ
- 2007: Dopamin Vol. III (USB-Stick Compilation von Codeline Records) mit Nox und Lost
- 2007: head//shot (Biohazzard Records) mit Feuerflut
- 2008: Traxxit Dopamin Vol. 3 (CD-Version von Codeline Records) mit Lost